# Bryant Butler Brooks

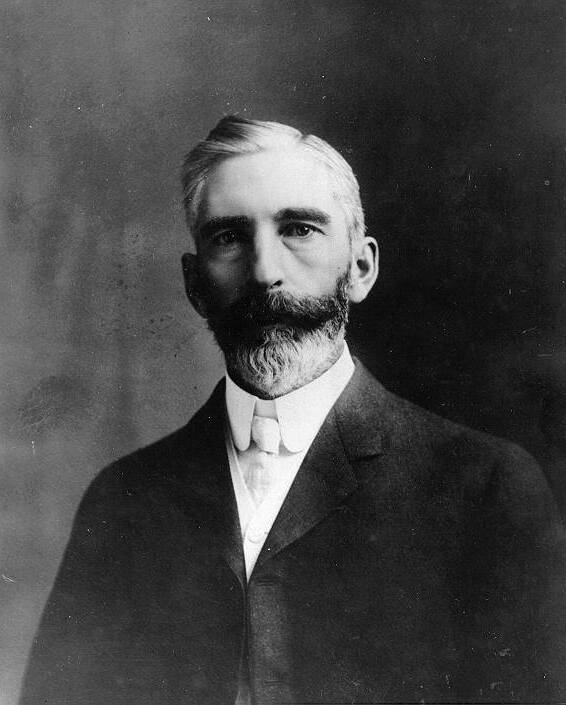
Bryant Butler Brooks cirka 1905.

Bryant Butler Brooks, född 5 februari 1861 i Bernardston, Massachusetts, död 8 december 1944 i Casper, Wyoming, var en amerikansk politiker (republikan). Han var guvernör i delstaten Wyoming 1905–1911.
Brooks flyttade 1880 till Wyomingterritoriet och var verksam som affärsman. År 1886 gifte han sig med Mary Naomi Willard. Han var elektor i presidentvalet i USA 1900.
Brooks efterträdde 1905 Fenimore Chatterton som guvernör och efterträddes 1911 av Joseph M. Carey. Frimuraren Brooks avled 1944 och gravsattes på Highland Cemetery i Casper.